# Lothar Kampmann
Pour les articles homonymes, voir Kampmann.
Lothar Kampmann (né en 1925 à Aix-la-Chapelle, mort en 1993 à Kamen) est un peintre et sculpteur allemand.

## Biographie
Lothar Kampmann grandit à Kamen et, après avoir fait la Seconde Guerre mondiale, soigné ses blessures et été libéré, étudie la sculpture à la Werkkunstschule Dortmund. De 1950 à 1954, il étudie l'éducation artistique à la Landeskunstschule Mainz.
Après avoir travaillé en tant que professeur au Stadtgymnasium Dortmund, il enseigne en 1960 à la Haute école pédagogique de Dortmund. En 1975, il crée le laboratoire artistique à l'université de Dortmund.

## Source de la traduction
- (de) Cet article est partiellement ou en totalité issu de l’article de Wikipédia en allemand intitulé « Lothar Kampmann » (voir la liste des auteurs).